# Бриологија
Бриологија је ботаничка дисциплина која проучава маховине: њихову грађу, животни циклус, историју и еволуцију, екологију, физиологију и систематику.
Бриологија као засебна дисциплина настаје у XVIII веку радом немачког ботаничара Јохана Јакоба Дилена (Johann Jakob Dillen, 1687-1747), познатог и под латинизираним именом Dillenius. Он је 1717. године радом „Fortpflanzung der Farrenkräuter (Farne) und Moose“ отпочео систематска истраживања биологије маховина. Његов рад је наставио и значајно проширио немачки ботаничар Јохан Хедвиг (Johannes Johann Hedwig, 1730-1799), кога признају за оснивача и утемељивача бриологије. 
Слично другим биолошким дисциплинама, бриологија је у почетку била већином дескриптивна; данас бриолози покривају и широки спектар експерименталног приступа истраживања маховина. Тако постоје бројна истраживања у морфологији и анатомији маховина, физиологији, еволуцији и екологији маховина...

## Препоручена додатна литература
.